# Anton Allemann
Anton ("Toni") Allemann (Solothurn, 6 januari 1936 – Klosters, 3 augustus 2008) was een Zwitsers voetballer van onder meer PSV.

## Clubcarrière
Toni Allemann begon zijn carrière bij BSC Young Boys Bern. Met die club won hij drie keer de Zwitserse landstitel, tussen 1957 en 1961. Door zijn wedstrijden met Young Boys in de Europa Cup wist hij de aandacht te trekken uit Italië. In het seizoen 1961/1962 speelde hij voor AC Mantova. In 1963 werd Allemann door PSV gekocht, voor een bedrag van 100.000 gulden. Hij verbleef één jaar in Eindhoven en speelde 25 competitiewedstrijden en zes Europese duels voor PSV.
Na dat jaar werd hij, met flink verlies, verkocht aan 1. FC Nürnberg. Bij Nürnberg verbleef hij twee jaar en keerde toen terug naar Zwitserland, waar hij voor Grasshopper speelde en voor de vierde keer kampioen werd. Daarna speelde hij nog voor FC La Chaux-de-Fonds, FC Solothurn en FC Schaffhausen.

## Interlandcarrière
Allemann speelde 27 keer voor het Zwitserse nationale elftal. Onder leiding van bondscoach Jacques Spagnoli maakte hij zijn debuut op 7 mei 1958 in de vriendschappelijke uitwedstrijd tegen Zweden (3-2), net als Rudolf Burger (FC Basel) en Philippe Pottier (La Chaux-de-Fonds). Allemann nam met zijn vaderland deel aan het WK voetbal 1962 in Chili.

## Erelijst
BSC Young Boys
- Zwitsers landskampioen

1958, 1959, 1960
- Zwitserse beker

1958